# Калліопі Араузу
Калліопі Араузу (6 березня 1991) — грецька плавчиня.
Учасниця Олімпійських Ігор 2016 року.
Призерка Чемпіонату світу з водних видів спорту 2013, 2015 років.
Призерка Чемпіонату Європи з водних видів спорту 2014 року.